# Leicester Forest West
Leicester Forest West – osada i civil parish w Anglii, w Leicestershire, w dystrykcie Blaby. W 2001 roku civil parish liczyła 32 mieszkańców.